# Servius Sulpicius Galba (consul en -108)
Pour les articles homonymes, voir Sulpicius Galba.
Servius Sulpicius Galba est un homme politique de la République romaine, consul pour l'an 108 av. J.-C.

## Famille
Il est membre de la famille patricienne des Sulpicii, famille qui occupe de hautes magistratures tout au long de la République romaine. 
Il est le fils aîné de Servius Sulpicius Galba, consul en 144 av. J.-C. Il a un frère, Gaius Sulpicius Galba, légat en -109, marié avec Licinia Crassa Major.
Il a un fils, Servius Sulpicius Galba, un ancien partisan de César qui fait partie des conjurés ayant assassiné le dictateur en 44 av. J.-C. Il est un ascendant de l'empereur romain Galba (68-69 apr. J.-C.

## Biographie
Après son élection en tant que préteur vers 112 ou 111, il devient propréteur en Hispanie ultérieure,, comme son père quarante années plus tôt.
Il est élu avec un certain Hortensius consul aux élections de mi-109 pour l'année suivante, 108, mais son collègue est jugé et condamné avant de prendre ses fonctions, probablement pour corruption électorale. Marcus Aurelius Scaurus est nommé à sa place et prend ses fonctions avec Sulpicius Galba au 1er janvier.
En 100, Sulpicius Galba est l'un des sénateurs qui organise la défense de la République contre la rébellion armée lancée par tribun de la plèbe populares Lucius Appuleius Saturninus,.

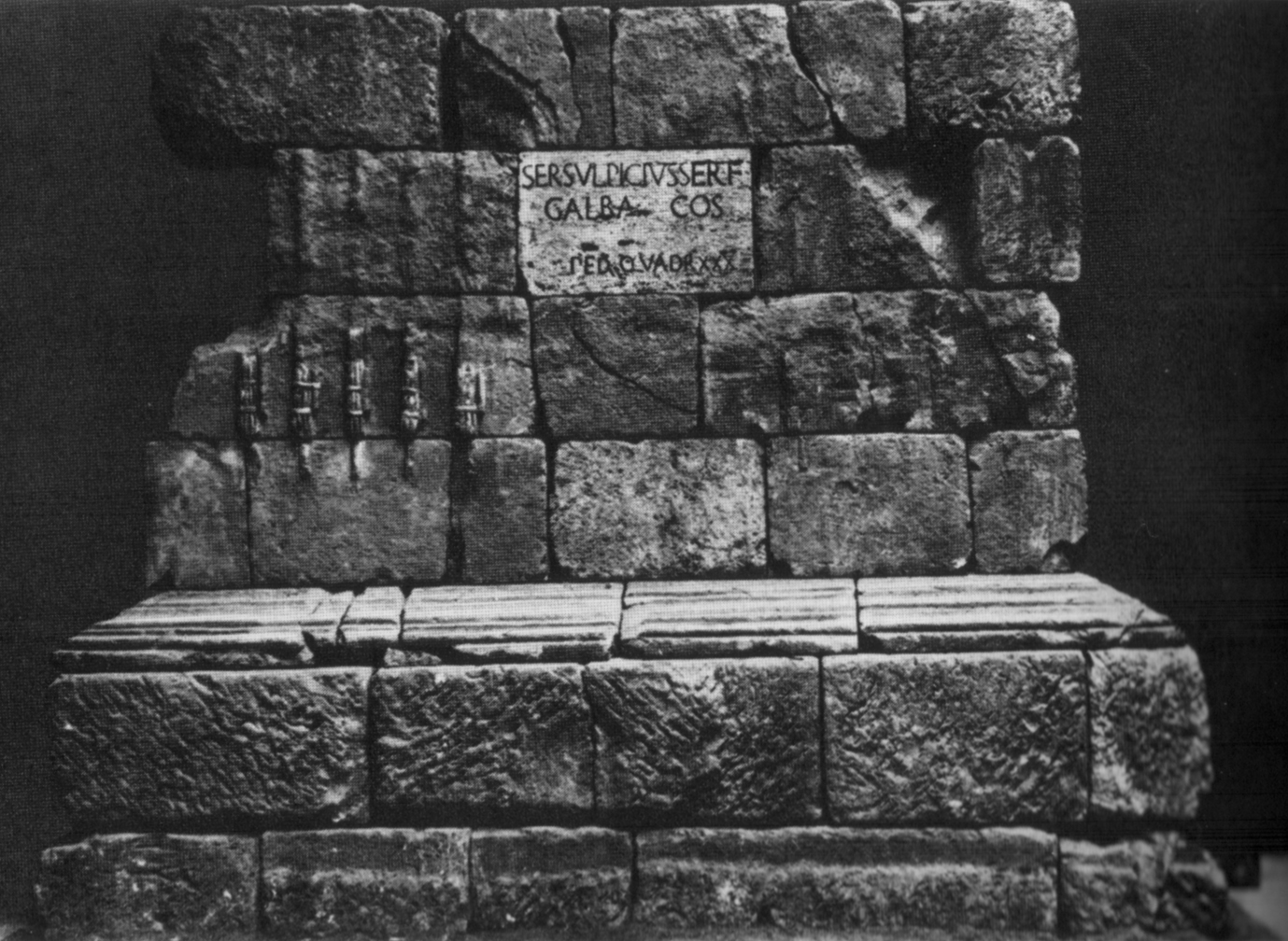
La tombe du consul de 108 ?

Il possède probablement de grands jardins au sud de la colline de l'Aventin, et des magasins de l’Emporium, le port fluvial de Rome, portent probablement son nom (les Horrea Galbana, connu sous le nom d’Horrea Sulpicia à l'époque républicaine, près desquels une tombe a été retrouvée), ainsi que des vastes domaines près de Terracina, en Campanie, où naît le futur empereur Galba en 3 av. J.-C. Suétone déclare que la famille de l'empereur est d'une très haute noblesse, et d'une famille aussi illustre qu'ancienne.